# La venjança de Fu Manxú
La venjança de Fu Manxú (títol original en anglès: The Vengeance of Fu Manchu) és la tercera obra dirigida per Jeremy Summers de la sèrie dels Fu Manxú amb Christopher Lee. Ha estat doblada al català.

## Argument
Fu Manxú no és mort. Des del seu palau amagat a la Xina, prepara l'eliminació dels caps de policia que han contribuït a la seva perdició.

## Repartiment
- Christopher Lee: Dr. Fu Manxú
- Douglas Wilmer: Nayland Smith
- Tsai Chin: Lin Tang
- Horst Frank: Rudy Moss
- Wolfgang Kieling: El Doctor Lieberson
- Maria Rohm: Ingrid Swenson
- Howard Marion-Crawford: El Doctor Petrie
- Peter Carsten: Kurt Heller
- Suzanne Roquette: Maria Lieberson
- Noel Trevarthen: Mark Weston
- Tony Ferrer: Inspector Ramos
- Mona Chong: Jasmin

## Al voltant de la pel·lícula
Aquest episodi és l'únic beneficiat d'un rodatge a Àsia amb una abundant figuració de natius i decorats autèntics. En resulta una recuperació de credibilitat per a un guió d'altra banda servit per un pressupost relativament modest. En una preocupació de rendibilitat, les dues obres que seguiran, dirigides pel polèmic Jesús Franco, desgraciadament no aconseguiran mateixos mèrits.